# ريكاردو (لاعب كرة قدم مواليد 1976)
قذف

## مسيرته الكروية
لعب ريكاردو خلال مسيرته الاحترافية مع 7 أندية في عشرون موسمًا وسجل خلالها هدفًا واحدًا ضمن 368 مباراة. حيث فاز في موسمين بالكأس وفي موسم واحد بالدوري.
خاض ريكاردو مسيرته مع C.D. Montijo ‏ في موسم 1994–95 لمدة موسم واحد، مشاركًا في 18 مباراة ولم يسجل أي هدف. ثم انتقل إلى نادي بوافيشتا في موسم 1995–96 ليلعب معه ثمانية مواسم، حيث شارك في 153 مباراة سجل خلالها هدفًا واحدًا. لينتقل بعدها إلى نادي سبورتينغ لشبونة في موسم 2003–04 ليلعب معه أربعة مواسم، مشاركًا في 125 مباراة ولم يسجل أي هدف. ثم انتقل إلى نادي ريال بيتيس في موسم 2007–08 واستمر معه طيلة ثلاثة مواسم، مشاركًا في 48 مباراة ولم يسجل أي هدف أيضًا. هذا وانتقل لاحقًا إلى نادي ليستر سيتي في موسم 2010–11 لمدة موسم واحد، مشاركًا في 8 مباريات ولم يسجل أي هدف أيضًا. ثم انتقل بعدها إلى نادي فيتوريا سيتوبال في موسم 2011–12 لمدة موسم واحد، مشاركًا في 3 مباريات ولم يسجل أي هدف أيضًا. ليعود وينتقل من جديد، لكن هذه المرة إلى نادي أولهانينسي في موسم 2012–13 ولمدة موسمين، مشاركًا في 13 مباراة ولم يسجل أي هدف أيضًا.

## روابط خارجية
- ريكاردو باريرا على موقع الاتحاد الدولي (مؤرشف)  (الإنجليزية)
- ريكاردو باريرا على موقع قاعدة بيانات كرة القدم.إي يو (الإنجليزية)
- ريكاردو باريرا على موقع بيانات كرة القدم. دي إي (الألمانية)
- ريكاردو باريرا على موقع ليكيب (الفرنسية)
- ريكاردو باريرا على موقع ناشيونال فوتبول تيمز (الإنجليزية)
- ريكاردو باريرا على موقع Soccerbase.com (لاعب) (الإنجليزية)
- ريكاردو باريرا على موقع Soccerway.com (الإنجليزية)
- ريكاردو باريرا على موقع عالم كرة القدم.نت (الإنجليزية)
- ريكاردو باريرا على موقع كووورة
- ريكاردو باريرا على موقع AS.com (الإسبانية)